# 朱惟焯
秦定王朱惟焯（1499年—1544年）是秦昭王朱秉欆之子。
他在正德四年（1509年）嗣封秦王。嘉靖二十三年（1544年）二月，秦王继妃林氏奏夫惟焯薨。諡號定，無子，林氏奏请以秦王族侄镇国中尉朱懷埢主丧、管府事。两年后，嘉靖帝同意朱怀埢终丧后袭封秦王，就是秦宣王。